# Catedral Católica de Nampula
Catedral Católica de Nampula, também chamada de Catedral de Nossa Senhora de Fátima, Catedral de Nampula e oficialmente chamada de  Catedral Nossa Senhora de Fátima, Mãe da Paz está localizada no centro da cidade de Nampula, Moçambique onde serve como centro da Diocese de Nampula. 
Foi a primeira catedral do mundo dedicada à Nossa Senhora de Fátima, sagrada em 1956.